# Megachile florensis
Megachile florensis är en biart som beskrevs av Mitchell 1943. Megachile florensis ingår i släktet tapetserarbin, och familjen buksamlarbin. Inga underarter finns listade i Catalogue of Life.